# Iphone
Iphone, av Apple skrivet iPhone, är en serie smartmobiler som utvecklas av Apple.
Den första modellen av Iphone presenterades den 9 januari 2007 och utmärkte sig genom att sakna knappsats, istället fanns ett virtuellt tangentbord på pekskärmen som i utseende påminde om användargränssnitt hos mediaspelaren Ipod Touch.

## Modeller

Jämförelse av Iphonemodeller från Iphone 5s till Iphone 12.

År 2007 lanserades den första generationens Iphone som också kallas Iphone 2G. Iphone lanserades av Apples dåvarande VD Steve Jobs under hans keynote i början av Macworld i San Francisco i USA den 9 januari 2007. Den första modellen började sedan säljas i USA klockan 18.00 den 29 juni 2007. Den utsågs av Time magazine till "årets uppfinning" 2007.
År 2008 lanserades Iphone 3G. Tillsammans med modellen lanserades App Store. Iphone 3G medförde stöd till 3G-uppkoppling.
År 2009 lanserades Iphone 3GS. De stora nyheterna var en snabbare processor med större arbetsminne, digital kompass, kortare laddnings- och nedladdningstider, röstkontroll samt en förbättrad kamera med en upplösning på tre megapixel, autofokus och videoinspelning.
År 2010 lanserades Iphone 4. Den största nyheten var multitasking genom operativsystemet IOS 4. Det innebär att flera program kan köras samtidigt i telefonen. Det nya operativsystemet kan även laddas ner till Iphone 3GS och 3G (dock fungerar inte multitasking på 3G-modellen på grund av för liten processorkapacitet). Designen hade gjorts om till en något kantigare än föregångaren Iphone 3GS. En annan nyhet är att skärmen, som fortfarande är 3,5 tum stor, har fyra gånger högre upplösning jämfört med föregångaren, det vill säga 960 × 640 pixlar. Kameran på baksidan kan ta bilder i 5 megapixels kvalitet och filma i HD-kvalitet, 720p. Kameran på framsidan kan ta bilder i VGA-kvalitet och används främst för videotelefonitjänsten Facetime. Iphone 4 har även försetts med ett gyroskop med tre axlar, kompass och plats för micro-SIM istället för vanlig SIM-kortsplats.
År 2011 lanserades Iphone 4S. Kameran uppgraderades från 5 megapixels kvalitet till 8 megapixlar och möjlighet att filma i full HD-kvalitet (1080p).
År 2012 lanserades Iphone 5. Den hade stöd för LTE.
År 2013 lanserades Iphone 5s och Iphone 5c.
År 2014 lanserades Iphone 6 och Iphone 6 Plus.
År 2015 lanserades Iphone 6s och Iphone 6s Plus.
År 2016 lanserades första generationens Iphone SE.
År 2016 lanserades Iphone 7 och Iphone 7 Plus.
År 2017 lanserades Iphone 8 och Iphone 8 Plus samt Iphone X.
År 2018 lanserades Iphone Xr, Iphone Xs och Iphone Xs Max.
År 2019 lanserades Iphone 11, Iphone 11 Pro och Iphone 11 Pro Max.
År 2020 lanserades andra generationens Iphone SE.
År 2020 lanserades Iphone 12 och Iphone 12 Mini samt Iphone 12 Pro och Iphone 12 Pro Max.
År 2021 lanserades Iphone 13 och Iphone 13 Mini samt Iphone 13 Pro och Iphone 13 Pro Max.
År 2022 lanserades tredje generationens Iphone SE.
År 2022 lanserades Iphone 14 och Iphone 14 Plus samt Iphone 14 Pro och Iphone 14 Pro Max.
År 2023 lanserades Iphone 15 och Iphone 15 Plus samt Iphone 15 Pro och Iphone 15 Pro Max
År 2024 lanserades Iphone 16 och Iphone 16 Plus samt Iphone 16 Pro och Iphone 16 Pro Max.
| Summering av modellernas skillnader | Summering av modellernas skillnader | Summering av modellernas skillnader                               | Summering av modellernas skillnader                                                                | Summering av modellernas skillnader                             | Summering av modellernas skillnader       | Summering av modellernas skillnader                                                                                | Summering av modellernas skillnader       | Summering av modellernas skillnader            | Summering av modellernas skillnader | Summering av modellernas skillnader | Summering av modellernas skillnader | Summering av modellernas skillnader | Summering av modellernas skillnader                                 | Summering av modellernas skillnader | Summering av modellernas skillnader | Summering av modellernas skillnader | Summering av modellernas skillnader | Summering av modellernas skillnader | Summering av modellernas skillnader | Summering av modellernas skillnader | Summering av modellernas skillnader | Summering av modellernas skillnader | Summering av modellernas skillnader | Summering av modellernas skillnader | Summering av modellernas skillnader | Summering av modellernas skillnader | Summering av modellernas skillnader | Summering av modellernas skillnader | Summering av modellernas skillnader | Summering av modellernas skillnader | Summering av modellernas skillnader | Summering av modellernas skillnader | Summering av modellernas skillnader | Summering av modellernas skillnader | Summering av modellernas skillnader | Summering av modellernas skillnader | Summering av modellernas skillnader | Summering av modellernas skillnader | Summering av modellernas skillnader | Summering av modellernas skillnader | Summering av modellernas skillnader | Summering av modellernas skillnader | Summering av modellernas skillnader | Summering av modellernas skillnader | Summering av modellernas skillnader | Summering av modellernas skillnader | Summering av modellernas skillnader |
| Modell                              | Iphone/ iphone2G                    | Iphone 3G                                                         | Iphone 3GS                                                                                         | Iphone 4                                                        | Iphone 4S                                 | Iphone 5 | Iphone 5c                                 | Iphone 5s                                      | Iphone 6                            | Iphone 6 plus                       | Iphone 6s                           | Iphone 6s plus                      | Iphone SE                                                           | Iphone 7                            | Iphone 7 Plus                       | Iphone 8                            | Iphone 8 Plus                       | Iphone X                            | Iphone XS                           | Iphone XS Max                       | Iphone XR                           | Iphone 11                           | Iphone 11 Pro                       | Iphone 11 Pro Max                   | Iphone SE (2 gen)                   | Iphone 12                           | Iphone 12 mini                      | Iphone 12 Pro                       | Iphone 12 Pro Max                   | Iphone 13                           | Iphone 13 mini                      | Iphone 13 Pro                       | Iphone 13 Pro Max                   | Iphone SE (3 gen)                   | Iphone 14                           | Iphone 14 Plus                      | Iphone 14 Pro                       | Iphone 14 Pro Max                   | Iphone 15                           | Iphone 15 Plus                      | Iphone 15 Pro                       | Iphone 15 Pro Max                   | Iphone 16                           | Iphone 16 Plus                      | Iphone 16 Pro                       | Iphone 16 Pro Max                   | Iphone 16e                          |
| ----------------------------------- | ----------------------------------- | ----------------------------------------------------------------- | -------------------------------------------------------------------------------------------------- | --------------------------------------------------------------- | ----------------------------------------- | --- | ----------------------------------------- | ---------------------------------------------- | ----------------------------------- | ----------------------------------- | ----------------------------------- | ----------------------------------- | ------------------------------------------------------------------- | ----------------------------------- | ----------------------------------- | ----------------------------------- | ----------------------------------- | ----------------------------------- | ----------------------------------- | ----------------------------------- | ----------------------------------- | ----------------------------------- | ----------------------------------- | ----------------------------------- | ----------------------------------- | ----------------------------------- | ----------------------------------- | ----------------------------------- | ----------------------------------- | ----------------------------------- | ----------------------------------- | ----------------------------------- | ----------------------------------- | ----------------------------------- | ----------------------------------- | ----------------------------------- | ----------------------------------- | ----------------------------------- | ----------------------------------- | ----------------------------------- | ----------------------------------- | ----------------------------------- | ----------------------------------- | ----------------------------------- | ----------------------------------- | ----------------------------------- | ----------------------------------- |
| Lanserad                            | juni 2007                           | juli 2008                                                         | juni 2009                                                                                          | juni 2010                                                       | oktober 2011                              | september 2012 | september 2013                            | september 2013                                 | september 2014                      | september 2014                      | september 2015                      | september 2015                      | mars 2016                                                           | september 2016                      | september 2016                      | september 2017                      | september 2017                      | november 2017                       | september 2018                      | september 2018                      | oktober 2018                        | september 2019                      | september 2019                      | september 2019                      | april 2020                          | oktober 2020                        | november 2020                       | oktober 2020                        | november 2020                       | september 2021                      | september 2021                      | september 2021                      | september 2021                      | mars 2022                           | september 2022                      | oktober 2022                        | september 2022                      | september 2022                      | september 2023                      | september 2023                      | september 2023                      | september 2023                      | september 2024                      | september 2024                      | september 2024                      | september 2024                      | februari 2025                       |
| Avslutad                            | juli 2008                           | juni 2010                                                         | september 2012                                                                                     | september 2013                                                  | september 2014                            | september 2013 | September 2015                            | mars 2016                                      | september 2018                      | september 2016                      | september 2018                      | september 2018                      | september 2018                                                      | september 2019                      | september 2019                      | april 2020                          | april 2020                          | september 2018                      | september 2019                      | september 2019                      | september 2021                      | september 2022                      | september 2020                      | september 2020                      | mars 2022                           | september 2023                      | september 2022                      | september 2021                      | september 2021                      |                                     | september 2023                      | september 2022                      | september 2022                      | Januari 2025                        | Januari 2025                        | Januari 2025                        | september 2023                      | september 2023                      |                                     |                                     |                                     |                                     |                                     |                                     |                                     |                                     |                                     |
| Skärmstorlek                        | 3,5"                                | 3,5"                                                              | 3,5"                                                                                               | 3,5"                                                            | 3,5"                                      | 4,0" | 4,0"                                      | 4,0"                                           | 4,7"                                | 5,5"                                | 4,7"                                | 5,5"                                | 4,0"                                                                | 4,7"                                | 5,5"                                | 4,7"                                | 5,5"                                | 5,8"                                | 5,8"                                | 6,5"                                | 6,1"                                | 6,1"                                | 5,8"                                | 6,5"                                | 4,7"                                | 6,1"                                | 5,4"                                | 6,1"                                | 6,7"                                | 6,1"                                | 5,4"                                | 6,1"                                | 6,7"                                | 4,7"                                | 6,1"                                | 6,7"                                | 6,1"                                | 6,7"                                | 6,1"                                | 6,7"                                | 6,1"                                | 6,7"                                | 6,1"                                | 6,7"                                | 6,3"                                | 6,9"                                | 6,1"                                |
| Bildskärm                           | 480 × 320                           | 480 × 320                                                         | 480 × 320                                                                                          | 960 × 640                                                       | 960 × 640                                 | 1136 × 640 | 1136 × 640                                | 1136 × 640                                     | 1334 × 750                          | 1920 × 1080                         | 1334 × 750                          | 1920 × 1080                         | 1136 × 640                                                          | 1334 × 750                          | 1920 × 1018                         | 1334 × 750                          | 1920 × 1080                         | OLED; 2436 x 1125                   | 2436 × 1125                         | 2688 × 1242                         | 1792 × 828                          | 1792 × 828                          | 2436 × 1125                         | 2688 × 1242                         | 1334 × 750                          | 2532 × 1170                         | 2340 × 1080                         | 2532 × 1170                         | 2778 × 1284                         | 2532 × 1170                         | 2340 × 1080                         | 2532 × 1170                         | 2778 × 1284                         | 1334 × 750                          | 2532 × 1170                         | 2778 × 1284                         | 2556 × 1179                         | 2796 × 1290                         | 2556 × 1179                         | 2796 × 1290                         | 2556 × 1179                         | 2796 × 1290                         | 2556 × 1179                         | 2796 × 1290                         | 2622 × 1206                         | 2868 × 1320                         | 2532 × 1170                         |
| Pixlar per tum                      | 163 ppi                             | 163 ppi                                                           | 163 ppi                                                                                            | 326 ppi                                                         | 326 ppi                                   | 326 ppi | 326 ppi                                   | 326 ppi                                        | 326 ppi                             | 401 ppi                             | 326 ppi                             | 401 ppi                             | 326 ppi                                                             | 326 ppi                             | 401 ppi                             | 326 ppi                             | 401 ppi                             | 458 ppi                             | 458 ppi                             | 458 ppi                             | 326 ppi                             | 326 ppi                             | 458 ppi                             | 458 ppi                             | 326 ppi                             | 460 ppi                             | 476 ppi                             | 460 ppi                             | 458 ppi                             | 460 ppi                             | 476 ppi                             | 460 ppi                             | 458 ppi                             | 326 ppi                             | 460 ppi                             | 458 ppi                             | 460 ppi                             | 460 ppi                             | 460 ppi                             | 460 ppi                             | 460 ppi                             | 460 ppi                             | 460 ppi                             | 460 ppi                             | 460 ppi                             | 460 ppi                             | 460 ppi                             |
| Lagring                             | 4–16 GB                             | 8–16 GB                                                           | 8–32 GB                                                                                            | 8–32 GB                                                         | 8–64 GB                                   | 16–64 GB | 16–32 GB                                  | 16–64 GB                                       | 16, 64, 128 GB                      | 16, 64, 128 GB                      | 16, 64, 128 GB                      | 16, 64, 128 GB                      | 16GB, 64GB                                                          | 64GB, 128GB, 256GB                  | 64GB, 128GB, 256GB                  | 64GB, 128GB, 256GB                  | 64GB, 128GB, 256GB                  | 64 GB, 256 GB                       | 64GB, 256GB, 512GB                  | 64GB, 256GB, 512GB                  | 64GB 128GB                          | 64GB 128GB 256GB                    | 64GB, 256GB, 512GB                  | 64GB, 256GB, 512GB                  | 64GB, 128GB, 256GB                  | 64GB, 128GB, 256GB                  | 64GB, 128GB, 256GB                  | 128GB, 256GB, 512GB                 | 128GB, 256GB, 512GB                 |                                     |                                     |                                     |                                     |                                     |                                     |                                     |                                     |                                     |                                     |                                     |                                     |                                     |                                     |                                     |                                     |                                     |                                     |
| Processor                           | ARM-processor i 412 MHz             | ARM-processor i 412 MHz                                           | ARM i 600 MHz                                                                                      | Apple A4 i 800 MHz                                              | Apple A5 dual core                        | Apple A6 dual core                                                                                                 | Apple A6 dual core                        | Apple A7 64-bit                                | Apple A8 64-bit                     | Apple A8 64-bit                     | Apple A9 64-bit                     | Apple A9 64-bit                     | Apple A9 64-bit                                                     | Apple A10 Fusion 64-bit             | Apple A10 Fusion 64-bit             | Apple A11 Bionic                    | Apple A11 Bionic                    | Apple A11 Bionic                    | Apple A12 bionic                    | Apple A12 bionic                    | Apple A12 bionic                    | Apple A13 bionic                    | Apple A13 bionic                    | Apple A13 bionic                    | Apple A13 bionic                    | Apple A14 bionic                    | Apple A14 bionic                    | Apple A14 bionic                    | Apple A14 bionic                    | Apple A15 bionic                    | Apple A15 bionic                    | Apple A15 bionic                    | Apple A15 bionic                    | Apple A15 bionic                    | Apple A15 bionic                    | Apple A15 bionic                    | Apple A16 bionic                    | Apple A16 bionic                    | Apple A16 bionic                    | Apple A16 bionic                    | Apple A17 Pro                       | Apple A17 Pro                       | Apple A18                           | Apple A18                           | Apple A18 Pro                       | Apple A18 Pro                       | Apple A18                           |
| Grafikkärnor                        |                                     |                                                                   | |                                                                 |                                           | |                                           |                                                |                                     |                                     |                                     |                                     |                                                                     |                                     |                                     | 3                                   | 3                                   | 3                                   | 4                                   | 4                                   | 4                                   | 4                                   | 4                                   | 4                                   | 4                                   | 4                                   | 4                                   | 4                                   | 4                                   | 4                                   | 4                                   | 5                                   | 5                                   | 4                                   | 5                                   | 5                                   | 5                                   | 5                                   | 5                                   | 5                                   | 6                                   | 6                                   | 5                                   | 5                                   | 6                                   | 6                                   | 4                                   |
| Vikt                                |                                     |                                                                   | |                                                                 |                                           | |                                           |                                                |                                     |                                     | 143 g                               | 192 g                               | 113 g                                                               | 138 g                               | 188 g                               | 148 g                               | 202 g                               | 174 g                               | 177 g                               | 208 g                               | 194 g                               | 194 g                               | 188 g                               | 226 g                               |                                     |                                     |                                     |                                     |                                     |                                     |                                     |                                     |                                     |                                     |                                     |                                     |                                     |                                     |                                     |                                     |                                     |                                     |                                     |                                     |                                     |                                     |                                     |
| Batteri                             |                                     |                                                                   | |                                                                 |                                           | |                                           |                                                |                                     |                                     | 1 715 mAh                           | 2 750 mAh                           | 1 642 mAh                                                           | 1 960 mAh                           | 2 900 mAh                           | 1 821 mAh                           | 2 675 mAh                           | 2 716 mAh                           |                                     |                                     |                                     |                                     |                                     |                                     |                                     |                                     |                                     |                                     |                                     |                                     |                                     |                                     |                                     |                                     |                                     |                                     |                                     |                                     |                                     |                                     |                                     |                                     |                                     |                                     |                                     |                                     |                                     |
| Anslutningar                        | USB 2.0                             | USB 2.0 assisterad GPS, Ipod-lurar med mikrofon, 3,6 Mbit/s HSDPA | USB 2.0 röststyrning, digital kompass, Ipod-lurar med mikrofon och fjärrkontroll, 7,2 Mbit/s HSDPA | USB 2.0 3-leds gyroskop, mikrofon med brusreducering, micro-SIM | USB 2.0 GLONASS och 14,4 Mbit/s HSDPA     | USB 2.0 Apple Earpod-hörlurar, Lightning-kontakt, Nano-SIM, 21 Mbit/s HSPA+, 42 Mbit/s DC-HSDPA och 100 Mbit/s LTE | USB 2.0 ännu fler LTE-band                | USB 2.0, nano-SIM.                             |                                     |                                     |                                     |                                     |                                                                     |                                     |                                     |                                     |                                     |                                     |                                     |                                     |                                     |                                     |                                     |                                     |                                     |                                     |                                     |                                     |                                     |                                     |                                     |                                     |                                     |                                     |                                     |                                     |                                     |                                     |                                     |                                     |                                     |                                     |                                     |                                     |                                     |                                     |                                     |
| Kamera (baksida)                    | 2.0 megapixel, enbart stillbilder   | 2.0 megapixel, enbart stillbilder                                 | 3.0 megapixel, VGA video                                                                           | 5.0 megapixel, 720p video, LED-fotolampa                        | 8.0 megapixel, 1080p video, LED-fotolampa | 8.0 megapixel, 1080p video, LED-fotolampa                                                                          | 8.0 megapixel, 1080p video, LED-fotolampa | 8.0 megapixel, 1080p video, Dual-LED-fotolampa | 8.0 megapixel, 1080p video          | 8.0 megapixel, 1080p video          |                                     |                                     | 12 megapixel, 4K video, 1080p video @ 120 fps, 720p video @ 240 fps | 12 megapixel, 4K video              | 2 × 12 megapixel, 4K video          | 12 megapixel, 4K video              | 2 × 12 megapixel, 4K video          | 2 × 12 megapixel, 4K video          | 2 × 12 megapixel, 4K video          | 2 x 12 megapixel, 4K video          | 12 megapixel, 4K video              | 2 x 12 megapixel, 4K vide           | 3 x 12 megapixel, 4K video          | 3 x 12 megapixel, 4K video          |                                     |                                     |                                     |                                     |                                     |                                     |                                     |                                     |                                     |                                     |                                     |                                     |                                     |                                     |                                     |                                     |                                     |                                     |                                     |                                     |                                     |                                     |                                     |
| Kamera (framsida)                   | nej                                 | nej                                                               | nej                                                                                                | ja (Facetime)                                                   | ja (Facetime)                             | ja (Facetime 720p HD)                                                                                              | ja (Facetime 720p HD)                     | ja (Facetime 720p HD)                          | ja (Facetime 720p HD)               | ja (Facetime 720p HD)               |                                     |                                     | 1,2 megapixel, 720p video                                           | 7 megapixel, 1080p video            | 7 megapixel, 1080p video            | 7 megapixel, 1080p video            | 7 megapixel, 1080p video            | 7 megapixel, 1080p video            | 7 megapixel, 1080p video            | 7 megapixel, 1080p video            | 7 megapixel, 1080p video            | 12 megapixel, 4K video              | 12 megapixels, 4K video             | 12 megapixel, 4K video              |                                     |                                     |                                     |                                     |                                     |                                     |                                     |                                     |                                     |                                     |                                     |                                     |                                     |                                     |                                     |                                     |                                     |                                     |                                     |                                     |                                     |                                     |                                     |

## Teknisk information

### Pekskärm

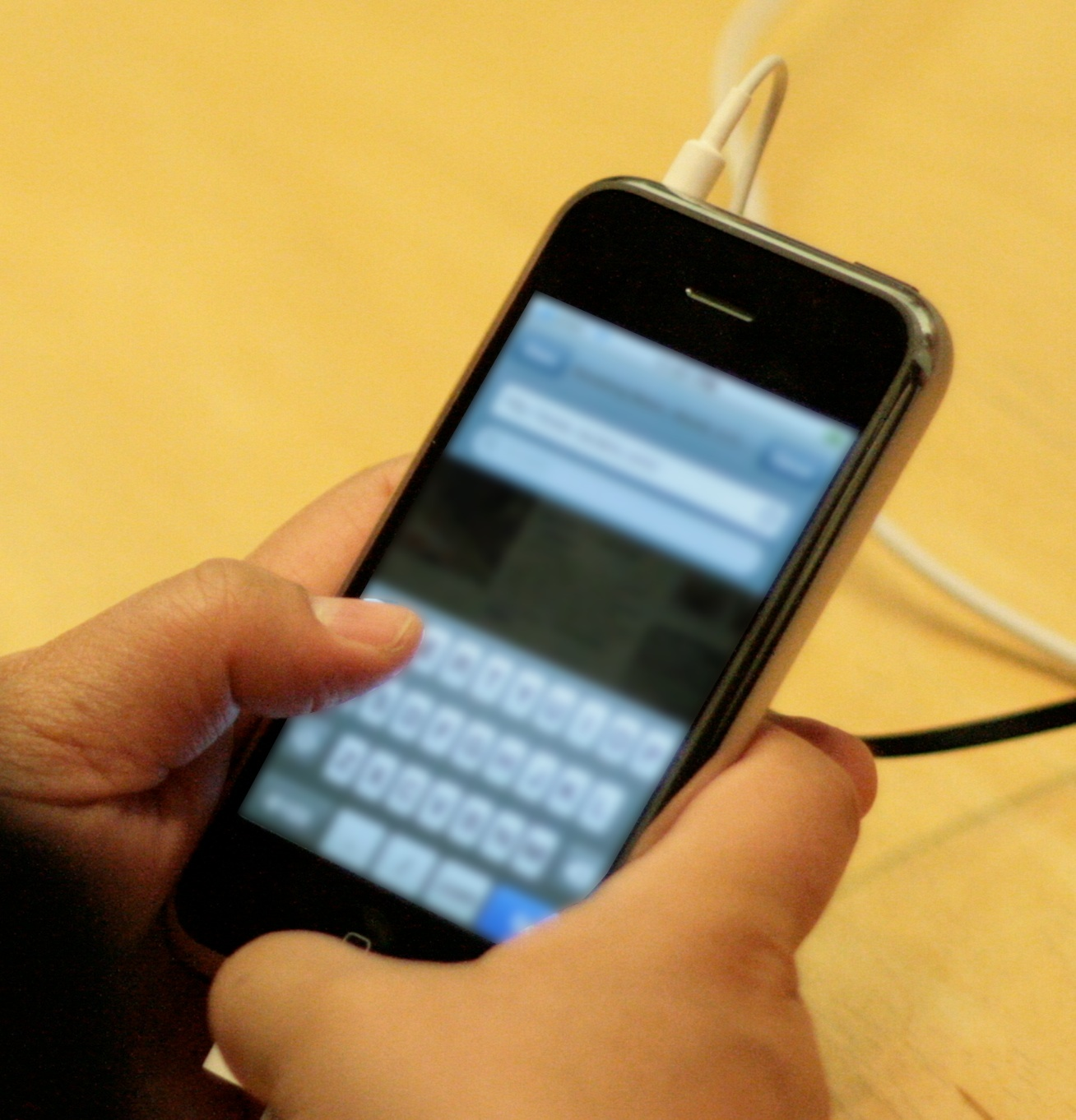
En Iphone.

Skärmen är gjord för att användas med ett eller flera fingrar. Tanken är att man ska slippa använda ett pekdon, så kallad stylus, som annars är ett vanligt verktyg för att styra handdatorer och telefoner med pekskärm. Eftersom Iphone använder en skärm som är kapacitiv och inte resistiv krävs det ett speciellt pekdon för att kunna styra telefonen, nämligen ett pekdon som leder ström.
För inskrivning av text använder telefonen ett virtuellt tangentbord som dyker upp på skärmen. Det finns en rättstavningsfunktion inbyggd, vilken utöver att stava ord rätt också försöker förutse vilket ord som användaren tänker skriva. Ordboken som rättstavningsprogrammet bygger på är dynamisk och lägger till nya ord efter att användaren för första gången skrivit in dem manuellt. Funktionen att förutspå ord har integrerats med det virtuella tangentbordet, om man till exempel hade tänkt skriva ordet "pizza" men istället råkade skriva "ouzza" (tangenten o sitter bredvid p och u bredvid i på ett Qwerty tangentbord) så föreslår rättstavningsprogrammet ordet pizza.
Gränssnittet i Iphone bygger på att användaren "flyttar runt" innehållet på skärmen genom att "svepa" (trycka-dra-lyfta) med fingret, ungefär som när man flyttar ett spelkort på ett bord. Beroende på med vilken hastighet och acceleration man genomför rörelsemönstret så flyttas innehållet olika långt och/eller snabbt.
När man tittar på fotografier eller webbsidor finns det möjlighet att zooma. Detta gör man genom att antingen placera fingrarna isär från varandra på skärmen och sedan nypa ihop dem för att zooma ut eller att placera fingrarna tätt ihop på skärmen och sedan flytta isär dem för att zooma in. Objektet som användaren har valt att zooma kommer alltid att behålla de proportioner som ursprungsobjektet hade. Zoom kan oftast också uppnås genom att dubbeldutta med fingret för att zooma in, och sedan upprepa rörelsen för att zooma ut igen.

### Ytterligare input
Iphone har flera sensorer. En sensor är en avståndssensor som stänger av skärmen när man för telefonen mot örat. Detta görs för att spara ström och för att man inte ska råka trycka på någon knapp när man talar i telefonen. En annan sensor är en ljussensor som justerar skärmens belysning beroende på ljuset i den miljö där den används, även detta görs för att spara ström på batteriet. En tredje sensor är en accelerometer som känner hur telefonen är vinklad och justerar skärmen enligt det. Accelerometern används också i vissa applikationer och spel.
På tidigare modeller finns det en knapp på den nedre delen av framsidan på telefonen som användes för att ta fram huvudmenyn.
På sidorna av telefonen finns det tre olika reglage. Ett reglage för att sätta telefonen i viloläge eller väcka den, ett reglage för att höja och sänka volymen och ett tredje reglage för att stänga av eller sätta på ljudlös läge. All annan interaktion med telefonen görs med hjälp av pekskärmen.

### Telefon
De telefonfunktioner som följer med Iphone är konferenssamtal, parkering av samtal, ihopkoppling av samtal och nummerpresentatör.

### Multimedia
Iphone visa bilder och spela video. Filmer kan visas i "landskapsläge".

### Webbanslutningar
Wi-Fi finns inbyggt i Iphone och med dess hjälp kan man koppla upp sig mot Internet genom en modifierad version av webbläsaren Safari. Iphone kan också ansluta sig till Internet via telefonnätet. Safari visar webbsidor i antingen stående eller liggande format beroende på hur man håller telefonen vinklad och man kan zooma in på områden som man vill granska lite närmare antingen genom att använda "nyptekniken" eller så dubbelklickar man på bilder eller text.

### IOS
Iphone använder sig av en optimerad version av operativsystemet Mac OS, kallat IOS (av Apple skrivet iOS, tidigare kallad Iphone OS). IOS-versioner kan uppdateras i ett antal år för varje modell.

### Program
Iphone har flera förinstallerade program som alla finns i telefonens "huvudmeny".
Tredjepartsprogram finns tillgängliga via App Store. Utvecklare väljer själva priset för sina program. Utvecklaren får 70 procent av intäkterna och resten går till Apple för att kunna driva App Store.
Analytiker hävdar att Iphone saknar någon form av brandvägg vilket vissa experter ser som en säkerhetsrisk. Uppgifter kring huruvida Iphone har en brandvägg eller ej har inte bekräftats av vare sig Apple eller oberoende analytiker.

### Batteri

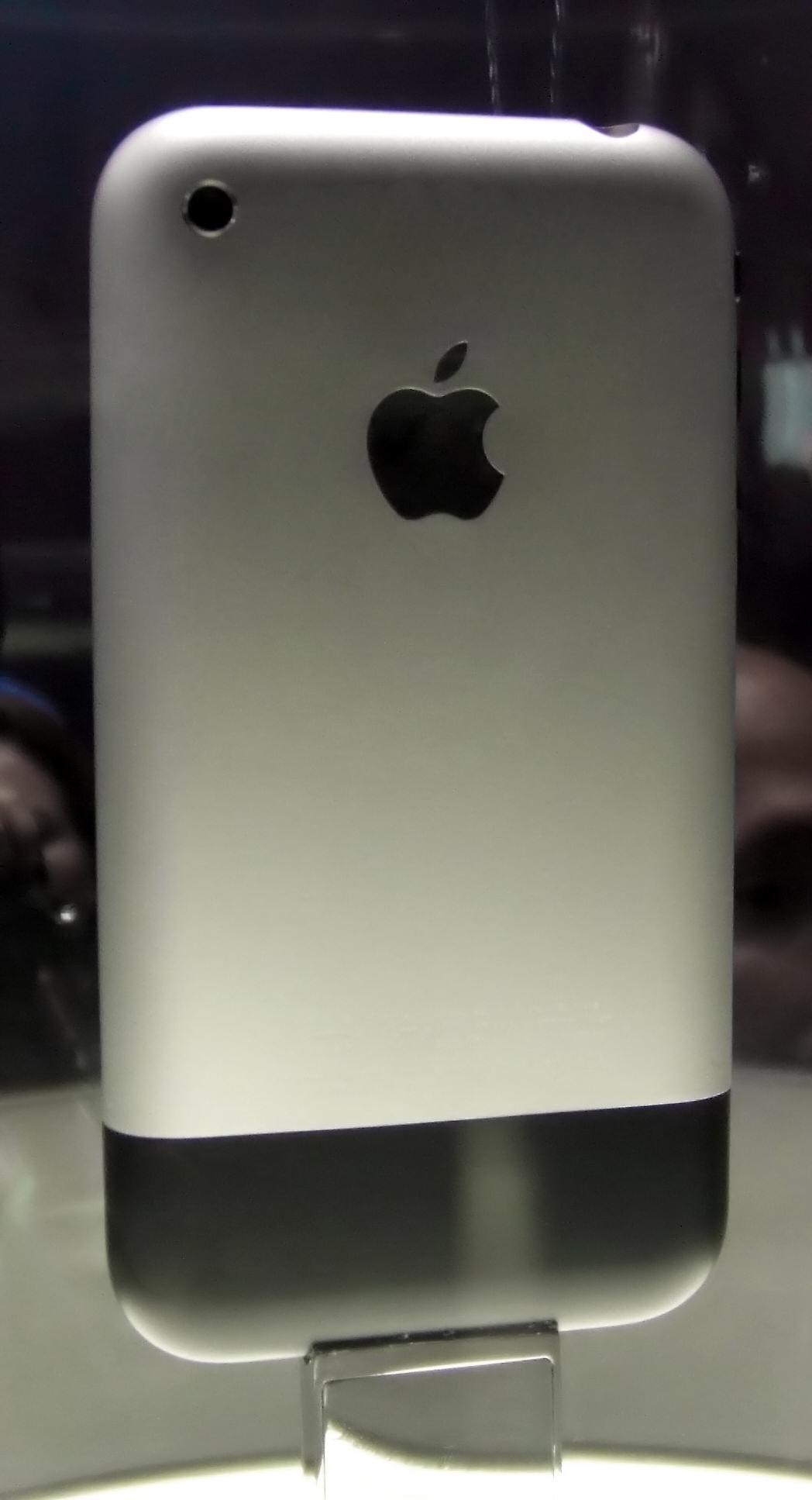
Baksidan på första generationens Iphone.

I telefonen finns ett inbyggt återuppladdningsbart litiumbatteri.

### Övrigt

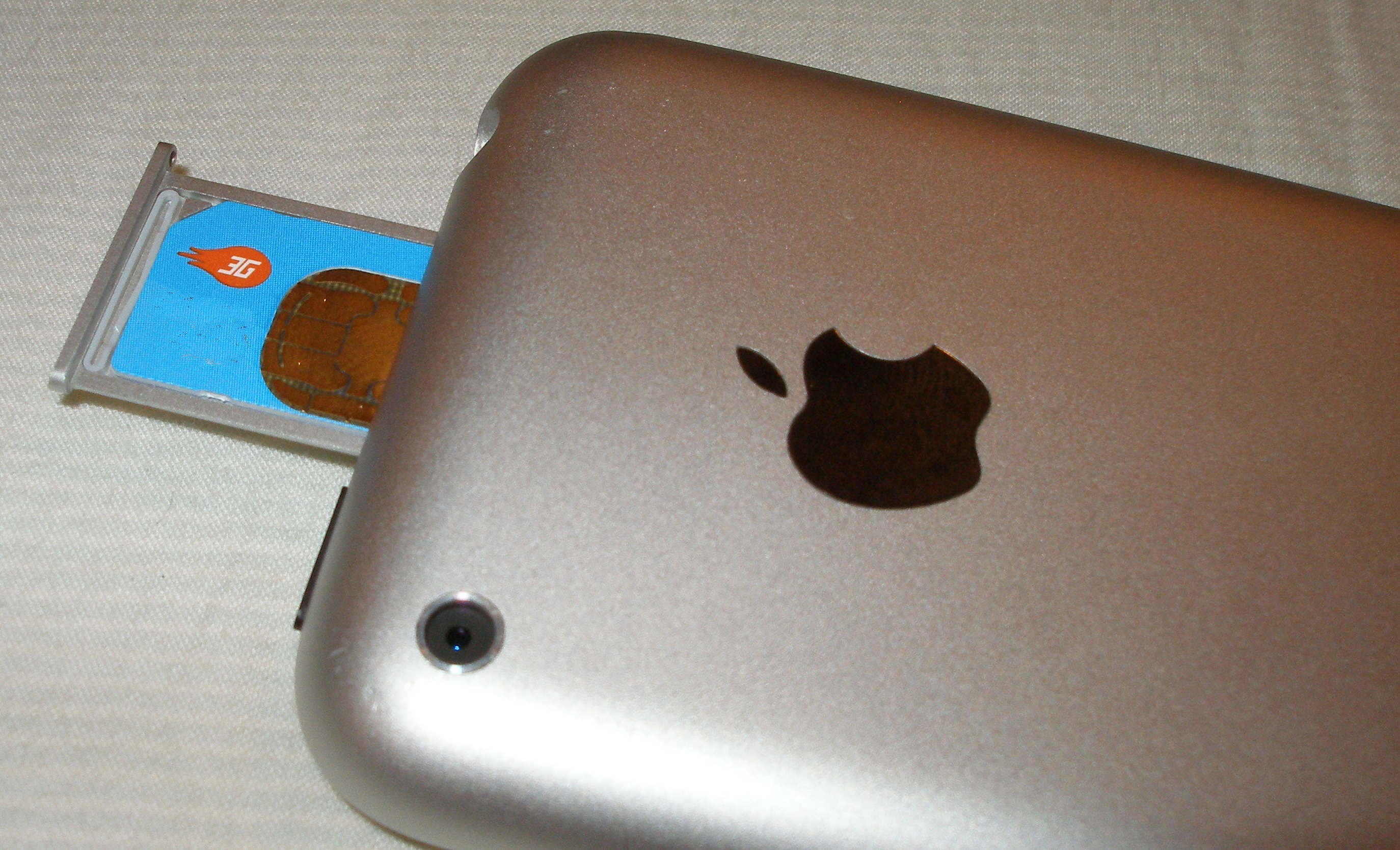
Iphones SIM-kort när det är utdraget.

SIM-kortet finns placerat på ovansidan av telefonen.
Högtalaren kan användas för såväl "handsfree"-samtal som för att spela upp den media som man har lagrat på telefonens minneskort.

## Historia

### Dispyter

#### Varumärket Iphone
Varumärket Iphone registrerades av företaget Cisco och har använts för IP-telefoner från deras dotterföretag Linksys. Det har därför spekulerats om vad den då ännu obekräftade produkten skulle få för namn. Emellertid har Apple valt att ändå använda sig av namnet eftersom det redan före lanseringen har varit så inarbetat och passat in i Apples produktfamilj. Även om företagen tidigare hade försökt göra upp i godo valde Cisco att driva saken vidare rättsligt. Cisco och Apple kom överens om att båda företagen får använda namnet Iphone.

##### Iphone och skrivregler
Det förekommer förvirring i frågan huruvida namnet Iphone ska skrivas med versal eller gemen begynnelsebokstav eftersom Apple marknadsför produkten som "iPhone". Svenska Språkrådet rekommenderar att alla varumärken och företagsnamn som avviker från normala skrivregler ska normaliseras vid användning av namnen i text. Det vill säga att namnen skrivs enligt normala skrivregler med versal begynnelsebokstav och bokstaven p skrivs således som gemen.

#### Patent
LG Electronics hävdar att Apple har kopierat av LG patenterad design och viss teknik för telefonen LG Prada som släpptes ett halvår innan Iphone. Någon stämning mot Apple har i dagsläget inte väckts.
Apple har registrerat över 200 nya patent under utvecklingen, men alla har inte hållit mot konkurrenter i rättssammanhang.

### Lanseringen

#### USA
Den 28 juni 2007 dagen innan lanseringen av Iphone i USA höll Apples VD och grundare Steve Jobs ett tal till sina anställda. I slutet på talet offentliggjorde han att alla som varit anställda på Apple i minst ett år skulle få en egen Iphone. Det blev runt 17 000 Iphones som gavs bort.

#### Europa
Den 18 september 2007 meddelade Apple att Iphone skulle komma att släppas i Storbritannien den 8 november, till ett pris av 269 pund. Ensam operatör för telefonen blev det brittiska telekomföretaget O2. Den 19 september, dagen efter att Apple släppt Iphone i Storbritannien, blev det bekräftat att telefonen även skulle komma till Tyskland den 9 november till ett pris av 399 euro med T-Mobile som ensam operatör. Liksom i Storbritannien och Tyskland kom Iphone även att släppas i Frankrike i november med Orange som operatör.
Den 11 juli 2008 släpptes Iphone 3G i Sverige genom Telia och 20 mars 2009 genom Telenor. Utöver dessa två så har även operatören 3 skrivit kontrakt med Apple om rätten att sälja Iphone 3G S i Sverige från 31 juli 2009.

### Försäljning
I sin kvartalsrapport för det tredje kvartalet 2007 offentliggjorde Apple att de sålt 270 000 Iphones under de 30 första timmarna som produkten fanns på marknaden, det vill säga under delar av 29 juni samt 30 juni – vilket var avslutningen av ett räkenskapskvartal.
Den 10 september 2007 rapporterade Apple att en miljon Iphone-enheter sålts.
Den 9 juni 2008 rapporterade Apple, via Steve Jobs keynote på Macworld Expo, att de sålt 6 miljoner Iphone-enheter.
Den 14 juli 2008 rapporterade Apple att en miljon Iphone 3G sålts under de tre första försäljningsdagarna.
I juni 2016 rapporterade Apple att en miljard Iphone-enheter sålts.
Den 27 januari 2021 rapporterade Apples dåvarande VD Tim Cook att det fanns en miljard aktiva Iphone-enheter.

### Internetdomän
Den 1 juli 2007 rapporterades det att Apple hade betalat en miljon dollar till Michael Kovatch för att få tillgång till domännamnet iphone.com. Kovatch hade registrerat domännamnet redan 1995. Efter att köpet av domännamnet genomförts så förflyttas man till Apples Iphone-sida om man går till iphone.com.

### Hackning
Iphone kan via speciell mjukvara modifieras, så kallad jailbreak, detta innebär att man kommer åt filsystemet i telefonen och kan då installera tredjepartsprogram som Apple inte har godkänt till App Store. Man kan även låsa upp telefonen för att bli av med operatörslås.